# Arhopoidiella carinata
Arhopoidiella carinata är en stekelart som beskrevs av John S. Noyes 1980. Arhopoidiella carinata ingår i släktet Arhopoidiella och familjen sköldlussteklar. Inga underarter finns listade.